# 西来寺 (乐都)
西来寺是中国青海省海东地区乐都县的一所寺庙，创建于明万历34年（1606年）。寺庙由山门、过厅和大殿组成。总占地面积为2184平方米，今为青海省第一批省级重点文物保护单位，同时是乐都县文物管理所、乐都县博物馆、乐都县展览馆所在地。